# Jules Pirard
Jules Pirard (Hautmont, Nord, 28 de maig de 1885 – Hautmont, 22 de desembre de 1962) va ser un gimnasta artístic francès que va competir a començaments del segle xx.
El 1920 va prendre part en els Jocs Olímpics d'Anvers, on guanyà la medalla de bronze en el concurs complet per equips del programa de gimnàstica.